# Grande Prémio Achille Le Bel
O Grande Prémio Achille Le Bel (em francês:  Grand Prix Achille Le Bel) é um galardão atribuído anualmente pela Société chimique de France desde 1976 e destina-se a premiar os trabalhos no domínio da química a nível internacional.
Este prémio foi criado em homenagem a Joseph Le Bell (1847 - 1930).
Os laureados têm de ser membros da Société chimique de France.

## Laureados[1]
- 1976 - Bertrand Castro
- 1977 - Edmond Toromanoff
- 1978 - René Hugel
- 1979 - Pierre Sinaÿ
- 1980 - Jean-François Biellmann
- 1981 - Jean Riess
- 1982 - Henry-Philippe Husson
- 1983 - Paul Caubère
- 1984 - Gérard Bricogne
- 1985 - Robert Corriu
- 1986 - Christian Vidal
- 1987 - Robert Carrié
- 1988 - Jacqueline Seyden-Penne
- 1989 - Pierre Duhamel
- 1990 - Jean Normant
- 1991 - Odile Eisentein
- 1992 - Guy Solladié
- 1993 - Armand Lattes
- 1994 - Andrée Marquet
- 1995 - Jean-Claude Jacquesy
- 1996 - Jean Villieras
- 1997 - Francis Garnier
- 1998 - John Osborn
- 1999 - Jean-Claude Chottard
- 2000 - Didier Astruc e Pierre H. Dixneuf
- 2001 - Jean-Yves Lallemand
- 2002 - Jean-Yves Saillard
- 2003 - Jean-Pierre Majoral
- 2004 - Jean-Pierre Genet
- 2005 - Alain Gorgues
- 2006 - Charles Mioskowsky
- 2007 - Marc Lemaire e Bernard Meunier
- 2008 - Andew Greene
- 2009 - Janine Cossy
- 2010 - Guy Bertrand e Marie-Claire Hennion
- 2011 - Marc Fontecave
- 2012 - Samir Zard
- 2013 - Anny Jutand e Joël Moreau
- 2014 - Max Malacria
- 2015 - Serge Cosnier
- 2016 - Christian Bruneau e Mir Waïs Hosseini